# Franjo Hijacint Savojski
Franjo Hijacint (tal. Francesco Giacinto di Savoia) (Dvorac Valentino, Torino, 16. rujna 1632. – Dvorac Valentino, Torino, 4. listopada 1638.), savojski vojvoda od 1637. godine; sin vojvode Viktora Amadea I. iz Savojske dinastije.
Sljedeće godine nakon što je nslijedio oca, razbolio se i umro. Naslijedio ga je mlađi brat, Karlo Emanuel II.
| Franjo Hijacint Savojski Savojska dinastijaRođ. 14. rujna 1632. Umr. 4. listopada 1638. |                                    |                              |
| Vladarske titule                                                                        |                                    |                              |
| prethodnik Viktor Amadeo I.                                                             | savojski vojvoda 1637. – 1638.     | nasljednik Karlo Emanuel II. |
| Pretendentske titule                                                                    |                                    |                              |
| prethodnik Viktor Amadeo I.                                                             | jeruzalemski kralj 1637. – 1638.   | nasljednik Karlo Emanuel II. |
| Titule u Katoličkoj Crkvi                                                               |                                    |                              |
| prethodnik Viktor Amadeo I.                                                             | čuvar Svetoga platna 1637. – 1638. | nasljednik Karlo Emanuel II. |

|}